# Dolné Považie
Dolné Považie este o arie protejată (arie de protecție specială avifaunistică — SPA) din Slovacia întinsă pe o suprafață de 31.195,5 ha, integral pe uscat.

## Localizare
Centrul sitului Dolné Považie este situat la coordonatele 47°57′56″N 18°08′30″E / 47.965634°N 18.141795°E.

## Înființare
Situl Dolné Považie a fost declarat arie de protecție specială avifaunistică în iulie 2003 pentru a proteja 1 specie de plante și 16 specii de animale.

## Biodiversitate
Situată în ecoregiunea panonică, aria protejată conține 10 habitate naturale: Păduri mixte riverane de Quercus robur, Ulmus laevis și Ulmus minor, Fraxinus excelsior sau Fraxinus angustifolia, de-a lungul marilor râuri (Ulmenion minoris), Stepe și mlaștini sărate panonice, Pajiști calcaroase din nisipuri xerice, Pajiști aluvionare inundabile, de Cnidion dubii, Fânețe de joasă altitudine (Alopecurus pratensis, Sanguisorba officinalis), Păduri aluvionare cu Alnus glutinosa și Fraxinus excelsior (Alno-Padion, Alnion incanae, Salicion albae), Stepe panonice nisipoase, Păduri panonice cu Quercus petraea și Carpinus betulus, Lacuri eutrofice naturale cu vegetație de tip Magnopotamion sau Hydrocharition, Pășuni continentale udate de apa mării.
La baza desemnării sitului se află mai multe specii protejate:
- plante (1): Cirsium brachycephalum
- păsări (11): pescăruș albastru (Alcedo atthis), fâsă-de-câmp (Anthus campestris), erete de stuf (Circus aeruginosus), dumbrăveancă (Coracias garrulus), prepeliță (Coturnix coturnix), ciocănitoare de grădină (Dendrocopos syriacus), vânturel de seară (Falco vespertinus), ciocârlan (Galerida cristata), sfrânciocul cu frunte neagră (Lanius minor), mărăcinar negru (Saxicola torquatus), silvie porumbacă (Sylvia nisoria)
- amfibieni (1): buhai de baltă cu burta roșie (Bombina bombina)
- mamifere (1): vidră de râu (Lutra lutra)
- nevertebrate (3): Cucujus cinnaberinus, rădașcă (Lucanus cervus), Osmoderma eremita

Pe lângă speciile protejate, pe teritoriul sitului au mai fost identificate 1 specie de plante, 1 specie de amfibieni, 2 specii de mamifere, 1 specie de reptile.